# Heineken Open 2015
Heineken Open 2015 — тенісний турнір, що проходив на кортах з твердим покриттям у місті Окленд (Нова Зеландія), Нова Зеландія з 12 січня. Належав до категорії ATP World Tour 250, був турніром серії ATP Auckland Open 2015 року.

## Фінальна частина

### Одиночний розряд
Їржі Веселий —  Адріан Маннаріно 6–3, 6–2

### Парний розряд
Равен Класен /  Леандер Паес —  Домінік Інглот /  Флорін Мерджа 7–6(7–1), 6–4